# Talmeca consociata
Talmeca consociata är en fjärilsart som beskrevs av William Schaus 1906. Talmeca consociata ingår i släktet Talmeca och familjen tandspinnare. Inga underarter finns listade i Catalogue of Life.